# Torpeur
Pour la nouvelle d'Anton Tchekhov, voir Torpeur (Tchekhov).

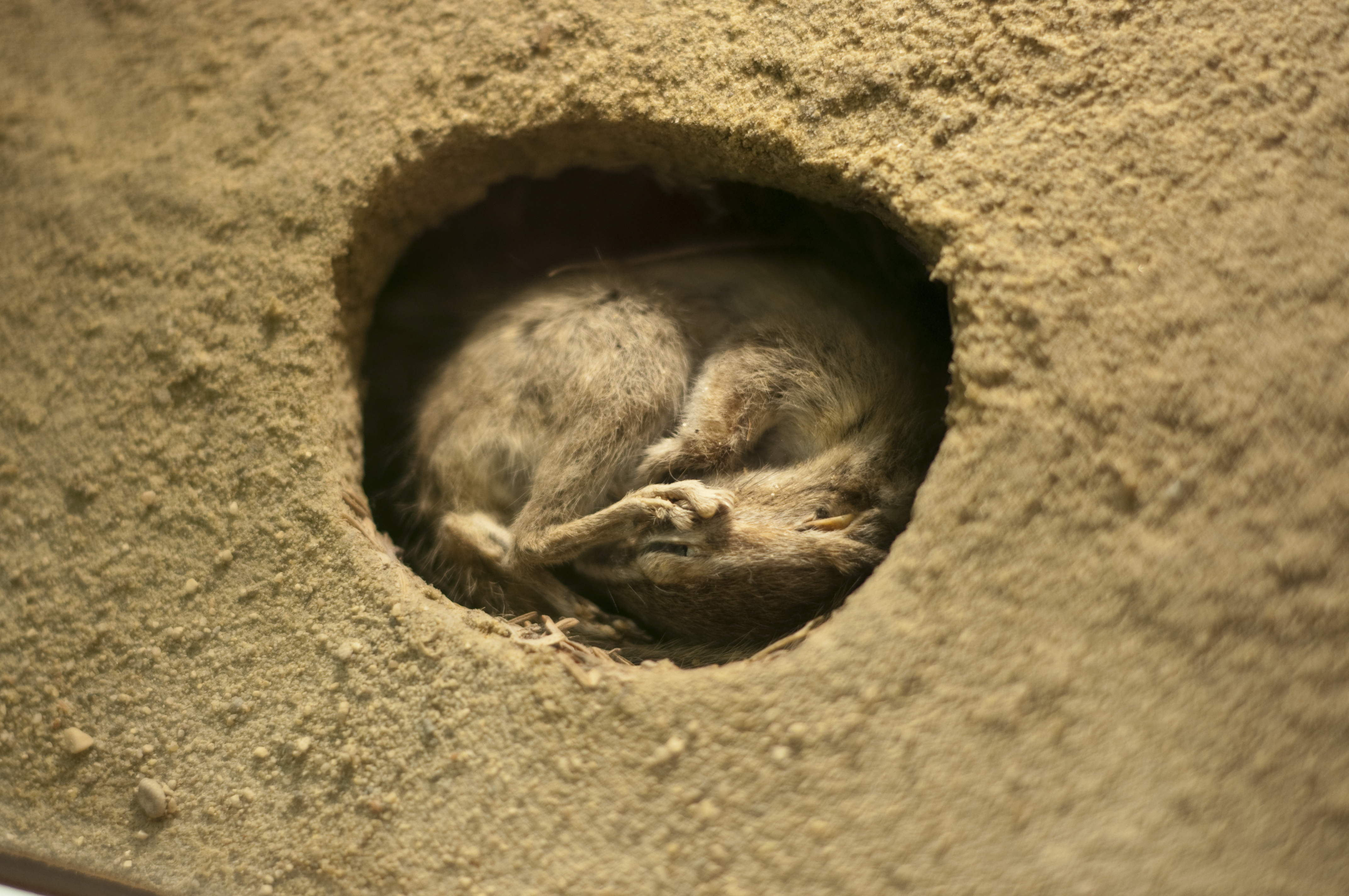
Tamia en situation de torpeur.

La torpeur est un phénomène physiologique associé à un ralentissement du métabolisme général chez certaines espèces à la suite d'un stress qui peut durer de quelques heures à plusieurs jours et se finit à l’éveil de l’animal.     
Les animaux considérés comme pouvant entrer en torpeur sont multiples parmi les oiseaux et les mammifères. On compte parmi ces derniers les vautours, les colibris, les chauve-souris, les hamsters et les écureuils. 

## Définition
La torpeur peut souvent être associée à d’autres phénomènes tels que l’hibernation et l’estivation. Ces termes se définissent de la façon suivante :
La torpeur est le comportement des vertébrés principalement des oiseaux et des mammifères qui réduit leur métabolisme pour l’énergie et l'eau, leur température corporelle et d'autres fonctions physiologiques à un niveau inférieur de façon régulée,. En torpeur, dans le cas de certains endothermes, la température corporelle peut baisser en général de 2 degrés à 35 degrés et la durée de la torpeur peut varier de quelques minutes à plusieurs semaines du fait que cela varie beaucoup d’une espèce à l’autre,. Grâce à la torpeur, certains animaux peuvent s'adapter aux environnements extérieurs peu propices tels que le manque de nourriture et les températures extrêmes, en réduisant la demande d’énergie et d'eau nécessaire au maintien de la température corporelle et de l'homéostasie physiologique lorsque la migration n'est pas pratique. Aussi, il est possible pour un animal d’entrer en torpeur pour se préserver. Par exemple, il a été observé que les écureuils de terre et les marmottes gravement malades peuvent entrer en torpeur quelques jours avant leur mort.
L’hibernation est une torpeur saisonnière qui se passe normalement de l’automne à l’été et qui peut ne pas s’étendre à toute la durée de cette saison. Ce phénomène est plus courant chez les animaux de petite taille mais certaines exceptions peuvent s'observer, c’est le cas de certains ours.
L’estivation est une période de torpeur qui se passe à l’été ou lors de température élevée. Ce phénomène semble être induit par l’accès restreint à l’eau et le manque de nourriture dû à de hautes températures. Les vautours tout comme les colibris sont des exemples d’animaux qui font de l’estivation.

## Évolution
La torpeur des mammifères a évolué sous l'influence d'une pression sélective. Cette pression sélective a conduit certains mammifères à utiliser des mécanismes qui abaissent la température corporelle, réduisent le taux métabolique et les besoins énergétiques en réponse entre autres à la faible température ambiante ainsi qu’à la faible opportunité d’obtenir de la nourriture,. D'autre part, les différences dans la durée de la torpeur correspondent aux conditions physiologiques et environnementales de l'animal. Les animaux qui pratiquent la torpeur quotidienne sont généralement de petite taille, ce qui signifie qu'ils ont un faible pourcentage de graisse corporelle et ne peuvent pas maintenir un état hypothermique prolongé et donc, doivent conserver leur comportement quotidien de recherche de nourriture au niveau du sol. Pour cette raison, leur rythme circadien endogène doit agir comme un éveil dans l'état de torpeur pour assurer un moment actif durant la journée. Les animaux en hibernation ont tendance à avoir des niveaux élevés de graisse corporelle, qui peut être utilisée comme source d'énergie dans l'état de dormance,. 

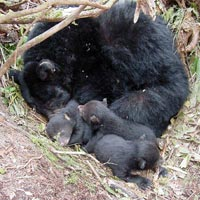
Ours noir en hibernation

## Classification
La torpeur peut être divisée en torpeur courte et torpeur longue, en fonction de la durée nécessaire à la suppression des activités physiologiques. La torpeur courte est un état de changement de température quotidien chez un animal endothermique, allant de 3 à 12 heures, et est souvent appelée torpeur quotidienne, ou torpeur superficielle. La torpeur longue est un état de torpeur continue pendant plusieurs jours, avec une période de torpeur moyenne de plus d'une semaine, et peut aussi être identifiée comme une torpeur profonde. Dans de premières études au sujet de dormances chez les animaux , l'estivation chez les animaux a été également qualifiée de torpeur superficielle.
La classification générale de la torpeur en torpeur quotidienne et hibernation repose principalement sur la différence de durée de la torpeur, mais aussi sur d'autres raisons. Premièrement, les études actuelles montrent qu'une seule espèce d'animal hétérothermique quotidien (Elephantulus myurus) est capable d'entrer dans la torpeur pendant plusieurs jours; deuxièmement, il est possible de distinguer les animaux hétérothermiques quotidiens des hibernants sur la base du degré minimal de température corporelle et du taux métabolique minimal de l'organisme pendant la torpeur. La raison la plus importante est que le rythme circadien endogène joue encore un rôle majeur dans la régulation de la torpeur quotidienne, de sorte que les animaux se réveillent régulièrement de la torpeur sur une base quotidienne. Chez les animaux hibernants, le rythme circadien est supprimé, voire cesse complètement de fonctionner pendant l'hibernation. Chez certains hibernants, du moins dans les hibernations où ils subissent des températures ambiantes plus basses, ils ne sont pas affectés par les rythmes circadiens endogènes. Les rythmes circadiens endogènes des animaux hibernants ne sont relancés qu'à la fin de l'hibernation.

## L’entrée en torpeur
Les principaux facteurs environnementaux exogènes qui peuvent induire l’entrée en torpeur sont la photopériode, la température ambiante et les ressources alimentaires. Ceci peut aussi expliquer la présence parfois rythmique et saisonnière de la torpeur,,. L'ablation de la glande pinéale soit la glande qui sécrète la mélatonine peut induire une diminution de la fréquence d’entrée en torpeur et même supprimer la capacité d’entrée en torpeur de certains animaux tels que le hamster russe,.

## Physiologie en état de torpeur
Autant pour les mammifères à torpeur courte que les hibernants, le taux de métabolisme minimal en torpeur s'abaisse davantage au fur et à mesure que la masse corporelle augmente. Pour la majorité des espèces, le stress cellulaire causé par l’entrée en torpeur active des protéines de stress et d’autres voies de signalisation qui agissent de façon à préserver les tissus des organismes. Par exemple, en conditions de froid extrême, la grenouille des bois augmente ses niveaux d’urée, un produit cryoprotecteur qui stabilise les cellules membranaires lui permettant donc de survivre jusqu’à -20°C.

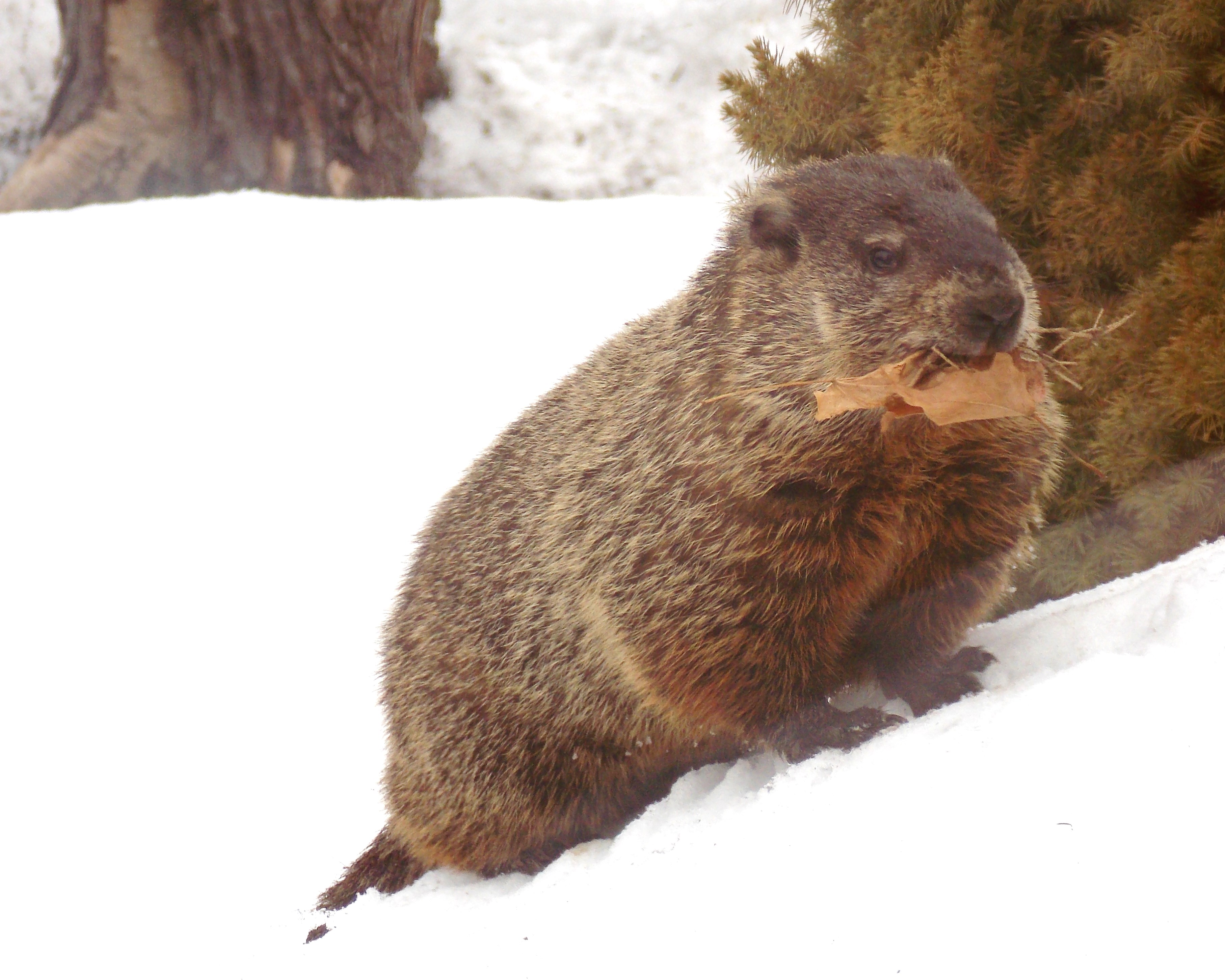
Sortie de son hibernation, la marmotte cherche des feuilles pour tapisser son terrier.

## Activités en état de torpeur
Le comportement des espèces en état de torpeur peut largement varier. Alors que l’ours noir et le grizzly n’accomplissent aucune des activités de base comme manger et uriner, de nombreux microchiroptères mâles ont la capacité de s’éveiller temporairement durant la période de torpeur pour s’accoupler avec les femelles qui, elles, maintiennent la torpeur.

## La sortie de la torpeur
La torpeur a évolué de manière adaptative pour que la sortie de la torpeur corresponde au moment où les conditions exogènes sont favorables . Pour de nombreuses espèces, dont le spermophile du Columbia, l’émergence de cet état de torpeur correspond au début de la période reproductive et d’abondance végétale.